# Ondřej Mlejnek
Ondřej Mlejnek (* 31. března 1982 Brno) je český archeolog a politik. Od roku 2015 působil ve funkci místopředsedy politické strany Moravané. Na funkci rezignoval v březnu 2017 a od roku 2018 je členem Moravského zemského hnutí. Od komunálních voleb v roce 2014 1. místostarostou obce Ochoz u Brna. Je výkonným redaktorem vědeckého časopisu Interdisciplinaria Archaeologica, Natural Sciences in Archaeology. V roce 2020 byl zvolen předsedou Společnosti pro Moravu a Slezsko (SMS).
Narodil se v Brně, trvale žije v Ochozi u Brna. Vystudoval Filozofickou fakultu Masarykovy univerzity, obory historie a archeologie. V archeologii získal na téže univerzitě doktorát. Ve své dizertační práci se věnoval Paleolitickému osídlení Drahanské vrchoviny. Odborně se zabývá mladším paleolitem (starší dobou kamennou) střední Evropy. Externě vyučuje na Slezské univerzitě.
Jako člen strany Moravané kandidoval neúspěšně ve volbách do Evropského parlamentu (2014) a ve volbách do zastupitelstva Jihomoravského kraje (2016). Kandidoval v komunálních volbách (2014), ve kterých byl zvolen zastupitelem obce Ochoz u Brna za Občanské sdružení pro Ochoz, kandidátku strany Moravané a nezávislých kandidátů. Zastupitelstvo obce Ochoz u Brna jej následně zvolilo prvním místostarostou.
V roce 2016 za vedení strany inicioval petici proti jednoslovnému mezinárodnímu označení pro Českou republiku Czechia. V roce 2018 byl zvolen zastupitelem obce Ochoz u Brna za Občanské sdružení pro Ochoz, kandidátku Moravského zemského hnutí a nezávislých kandidátů. V roce 2020 stál za iniciativou vyznačení zemské hranice mezi Čechami a Moravou.
Ve volbách do Evropského parlamentu v květnu 2019 kandidoval na 10. místě kandidátky Moravského zemského hnutí, ale zvolen nebyl.